# Europese kampioenschappen schaatsen 2020
De Europese kampioenschappen schaatsen afstanden 2020 voor mannen en vrouwen vonden van 10 tot en met 12 januari plaats op de ijsbaan Thialf in Heerenveen, Nederland.
Het was de tweede keer dat de Europese kampioenschappen per afstand werden gehouden sinds de ISU in 2016 besloot om een EK allround + sprint in de oneven jaren te houden en een EK afstanden in de even jaren. Heerenveen was voor de negentiende keer gaststad voor een EK schaatsen evenement, zeventien keer betrof het een allroundtoernooi (1x mannen, 4x vrouwen en 12x gezamenlijk) en in 2017 het eerste EK allround + sprinttoernooi. Het was de 26e keer dat een EK in Nederland plaatsvond.
Er werden titels en medailles vergeven op zeven onderdelen bij zowel de mannen als de vrouwen, vijf individueel en twee in teamverband. Zes titels werden geprolongeerd, individueel deed Pavel Koelizjnikov dit op de 1000 meter en Esmee Visser op de 3000 meter. Op de teamsprint deden de beide Russische teams dit, Koelizjnikov, Roeslan Moerasjov, Olga Fatkoelina en Angelina Golikova maakten beide keren deel uit van het winnende team en op de ploegachtervolging deden beide Nederlandse teams dit waarbij Marcel Bosker en Melissa Wijfje beide keren deel van het team waren.
Er namen in totaal 118 deelnemers uit achttien landen deel; 67 mannen uit zestien landen en 51 vrouwen uit veertien landen. Nederland was het enige land dat met het maximale aantal deelnemers van tien per sekse deelnam.
Nieuwe baanrecords werden gereden door Koelizjnikov op de 1000 meter (hij verbeterde de tijd met 0,39 seconde tot 1.07,09) en Patrick Roest op de 5000 meter (hij verbeterde de tijd met 0,04 seconde tot 6.08,92). Op de vier traditionele afstanden werden er dertien persoonlijke records door de mannen en elf door de vrouwen gereden, inclusief het wereldrecord bij de junioren op de 500 meter (v) dat door Femke Kok op 37,66 werd gezet en de nationale records van België op de 500 meter (m+v) door Vosté en Vanhoutte, het nationale record van Italië op de 3000 meter (v) door Lollobrigida en dat van het Verenigd Koninkrijk op de 1000 meter (v).

## Toewijzing
De volgende plaatsen/ijsbanen hadden een bid ingediend om het EK schaatsen 2020 te mogen organiseren:
| Land      | Plaats     | IJsbaan |
| --------- | ---------- | ------- |
| Nederland | Heerenveen | Thialf  |

Op 3 juni 2017 werd bekend dat het EK schaatsen 2020 is toegewezen aan de enige kandidaat Heerenveen, Nederland.

## Programma
| Vrijdag 10 januari                                  | Zaterdag 11 januari                         | Zondag 12 januari                                                                                     |
| --------------------------------------------------- | ------------------------------------------- | --- |
| 1500 m (v) 1500 m (m) Teamsprint (v) Teamsprint (m) | 0500 m (v) 0500 m (m) 3000 m (v) 5000 m (m) | Ploegenachtervolging (v) Ploegenachtervolging (m) 1000 m (v) 1000 m (m) Massastart (v) Massastart (m) |

## Medailles

### Mannen
| Afstand                      | AD | Goud                                                           | Zilver                                                       | Brons                                                            |         |
| ---------------------------- | -- | -------------------------------------------------------------- | ------------------------------------------------------------ | ---------------------------------------------------------------- | ------- |
| 0500 m Details               | 20 | Pavel Koelizjnikov                                             | Dai Dai Ntab                                                 | Roeslan Moerasjov                                                | uitslag |
| 1000 m Details               | 20 | Pavel Koelizjnikov                                             | Thomas Krol                                                  | Kai Verbij                                                       | uitslag |
| 1500 m Details               | 20 | Thomas Krol                                                    | Denis Joeskov                                                | Patrick Roest                                                    | uitslag |
| 5000 m Details               | 16 | Patrick Roest                                                  | Sven Kramer                                                  | Denis Joeskov                                                    | uitslag |
| Massastart Details           | 23 | Bart Swings                                                    | Arjan Stroetinga                                             | Danila Semerikov                                                 | uitslag |
| Teamsprint Details           | 06 | Rusland Pavel Koelizjnikov Roeslan Moerasjov Viktor Moesjtakov | Noorwegen Odin By Farstad Håvard Lorentzen Bjørn Magnussen   | Zwitserland Oliver Grob Christian Oberbichler Livio Wenger       | uitslag |
| Ploegenachtervolging Details | 06 | Nederland Marcel Bosker Sven Kramer Patrick Roest              | Rusland Denis Joeskov Aleksandr Roemjantsev Danila Semerikov | Noorwegen Håvard Bøkko Hallgeir Engebråten Sverre Lunde Pedersen | uitslag |

### Vrouwen
| Afstand                      | AD | Goud                                                       | Zilver                                                          | Brons                                                            |         |
| ---------------------------- | -- | ---------------------------------------------------------- | --------------------------------------------------------------- | ---------------------------------------------------------------- | ------- |
| 0500 m Details               | 18 | Olga Fatkoelina                                            | Vanessa Herzog                                                  | Angelina Golikova                                                | uitslag |
| 1000 m Details               | 20 | Jutta Leerdam                                              | Daria Katsjanova                                                | Jekaterina Sjichova                                              | uitslag |
| 1500 m Details               | 19 | Ireen Wüst                                                 | Jevgenia Lalenkova                                              | Jekaterina Sjichova                                              | uitslag |
| 3000 m Details               | 16 | Esmee Visser                                               | Natalia Voronina                                                | Francesca Lollobrigida                                           | uitslag |
| Massastart Details           | 18 | Irene Schouten                                             | Francesca Lollobrigida                                          | Melissa Wijfje                                                   | uitslag |
| Teamsprint Details           | 04 | Rusland Olga Fatkoelina Angelina Golikova Daria Katsjanova | Nederland Letitia de Jong Femke Kok Ireen Wüst                  | Polen Natalia Czerwonka Andżelika Wójcik Kaja Ziomek             | uitslag |
| Ploegenachtervolging Details | 05 | Nederland Antoinette de Jong Melissa Wijfje Ireen Wüst     | Rusland Jelizaveta Kazelina Jevgenia Lalenkova Natalia Voronina | Wit-Rusland Tatjana Michajlova Jevgenia Vorobjova Marina Zoejeva | uitslag |

## Belgische deelnemers
| Mannen | Vrouwen                                                                                             |
| --- | --------------------------------------------------------------------------------------------------- |
| Mathias Vosté, 10e op 500m, 10e op 1000m, 9e op 1500m · Bart Swings, 8e op 1500m, 10e op 5000m, op massastart · Tom Sibiet was reserve voor de massastart | Stien Vanhoutte, 14e op 500m, 17e op 1000m Sandrine Tas, 18e massastart Anke Vos, 15e op massastart |
| 5e op ploegenachtervolging (v) (Tas, Vanhoutte, Vos) | |

## Nederlandse deelnemers
| Mannen | Vrouwen |
| --- | --- |
| Jan Smeekens, 5e op 500m · Dai Dai Ntab, op 500m, 6e op 1000m · Kai Verbij, 6e op 500m, op 1000m · Thomas Krol, op 1000m, op 1500m · Koen Verweij, 5e op 1500m · Patrick Roest, op 1500m, op 5000m · Sven Kramer, op 5000m · Jorrit Bergsma, 4e op 5000m, 19e op massastart · Arjan Stroetinga, op massastart | Letitia de Jong, 6e op 500m, 4e op 1000m · Femke Kok, 4e op 500m · Jutta Leerdam, DNS op 500m, op 1000m · Ireen Wüst, 5e op 1000m, op 1500m · Joy Beune, 7e op 1500m · Melissa Wijfje, 4e op 1500m, op massastart · Carlijn Achtereekte, 5e op 3000m · Esmee Visser, op 3000m · Irene Schouten, 7e op 3000m, op massastart |
| op ploegenachtervolging (m) (Marcel Bosker, Kramer, Roest) · op ploegenachtervolging (v) (Antoinette de Jong, Wijfje, Wüst) · op teamsprint (v) (L. de Jong, Kok, Wüst) | |

## Medailleklassement
|   | Land        | Goud | Zilver | Brons | Totaal |
| - | ----------- | ---- | ------ | ----- | ------ |
| 1 | Nederland   | 8    | 5      | 3     | 16     |
| 2 | Rusland     | 5    | 6      | 6     | 17     |
| 3 | België      | 1    | 0      | 0     | 1      |
| 4 | Italië      | 0    | 1      | 1     | 2      |
| 4 | Noorwegen   | 0    | 1      | 1     | 2      |
| 6 | Oostenrijk  | 0    | 1      | 0     | 1      |
| 7 | Polen       | 0    | 0      | 1     | 1      |
| 7 | Wit-Rusland | 0    | 0      | 1     | 1      |
| 7 | Zwitserland | 0    | 0      | 1     | 1      |